# Badovinci
 Ovo je glavno značenje pojma Badovinci. Za druga značenja pogledajte Badovinci (razdvojba).
Badovinci je naselje u Republici Hrvatskoj, u sastavu Grada Ozlja, Karlovačka županija. 

## Stanovništvo
Prema popisu stanovništva iz 2001. godine, naselje je imalo 31 stanovnika te 13 obiteljskih kućanstava.
| broj stanovnika | 220   | 285   | 315   | 330   | 267   | 290   | 270   | 258   | 222   | 206   | 159   | 96    | 53    | 51    | 31    | 23    | 23    |
|                 | 1857. | 1869. | 1880. | 1890. | 1900. | 1910. | 1921. | 1931. | 1948. | 1953. | 1961. | 1971. | 1981. | 1991. | 2001. | 2011. | 2021. |